# Championnat de Belgique féminin de football 2012-2013
Navigation
Saison précédente Saison suivante
Le Championnat de Belgique féminin de football 2012-2013 est la 42e saison de la compétition, mais la première dans une nouvelle formule à douze clubs, la D1 étant devenue le deuxième niveau national à la suite de la création de la BeNe Ligue. 
La saison débute le 1er septembre 2012 et se termine le 4 mai 2013.

## Clubs2012-2013
| 2010-2011 | Club                            | Terrain                   |
| --------- | ------------------------------- | ------------------------- |
| 5         | Waasland Beveren - Sinaai Girls | Stadion Puyenbeke         |
| 7         | DVC Eva's Tirlemont             | Sint-Barbaracomplex       |
| 10        | FCF White Star Woluwé           | Stade Fallon              |
| 11        | KSK Heist                       | Gemeentelijk Sportcentrum |
| 13        | K Achterbroek VV                | Complexe Achterbroek VV   |
| D2        | AA Gand Ladies                  | Complexe FC Tenstar Melle |
| D2        | DV Lanaken                      | Complexe DV Lanaken       |
| D2        | RAEC Mons                       | Stade Charles Tondreau    |
| D2        | Oud-Heverlee Louvain B          | Stade Den Dreef           |
| D2        | RSC Anderlecht B                | Annexe Heysel             |
| D2        | Lommel United WS                | Complexe VVDG Lommel      |
| D2        | Lierse SK B                     | Jeugdcentrum KSK Lierse   |